# Niccolò Comneno Papadopoli
Niccolò Comneno Papadopoli (in greco Νικόλαος Κομνηνός Παπαδόπουλος?, Nikólaos Komninós Papadópoulos; Candia, 6 gennaio 1655 – Padova, 20 gennaio 1740) fu uno storico e canonista italo-greco del XVIII secolo, cittadino della Repubblica di Venezia e docente di diritto canonico all'Università di Padova per cinquant'anni.
È noto soprattutto per la sua storia dell'università patavina.

## Biografia
Niccolò nacque nel 1655 da Agni (Agnese) Prikis e Zuanne (Giovanni) Papadopoli, colto funzionario veneziano a Candia (l'odierna Heraklion) nell'isola di Creta, allora ducato della Repubblica Veneta. Il padre Giovanni (1618 - c. 1696), oltre che segretario ducale e notaio, fu anche storico: nel 1669 - a causa dell'invasione ottomana - si trasferì a Padova, dove scrisse in veneziano un libro di memorie, che divenne uno dei pochissimi resoconti dell'epoca su Creta.
Inviato a Roma nel 1666 per studiare grammatica, retorica e filosofia, Niccolò frequentò assieme al fratello Michele il Pontificio collegio greco di Sant'Atanasio. Dal 1672 entrò nell'ordine dei Gesuiti, insegnando nelle scuole gesuitiche fino al 1686 quando rinunciò all'abito. Era a Capodistria (capitale dell'Istria) nel 1680, dove fu rettore del collegio dei nobili, anch'esso tenuto dai gesuiti.
Riunendosi al padre, si trasferì definitivamente a Padova nel 1688, dove gli fu affidata la seconda cattedra di diritto canonico all'Università di Padova fino al 1738, occupando la prima cattedra dal 1705 al 1713. Fu direttore del collegio greco Paleocapa di Padova dal 1707 al 1738, succedendo al conterraneo Niccolò Calliachi (Nikolaos Kalliakis), già docente di storia e materie umanistiche.
Scrisse varie opere di tema giuridico-canonico, ma è rimasto noto per la sua storia dell'università.
Con la sua morte a Padova nel 1740 si estinse il ramo della sua famiglia.

### Storia dell'università patavina
Nel 1726 pubblicò la storia dell'università di Padova, Historia gymnasii patavini, scritta da un punto di vista filo-veneziano, una preziosa testimonianza della vita culturale nella Repubblica di Venezia tra XIII e XVII secolo.
Tale opera è interessante per lo spazio riservato agli studenti e ai membri greci, ma destò polemiche in quanto conteneva notevoli inesattezze (o addirittura invenzioni) a scopo propagandistico, per esempio riguardo alla vita di Oliver Cromwell e Niccolò Copernico. Papadopoli aveva falsamente affermato nel 1726 di aver visto una voce di Copernico nei registri di una "nazione polacca" all'università. Nel secolo trascorso da allora, questa affermazione era stata ampiamente pubblicata e «"trovò posto in tutte le successive biografie di Copernico, ma i particolari decorativi aggiunti dallo storico dell'università pavese si sono rivelati del tutto errati"» e "assolutamente infondati", come dimostrato in 150 anni da Carlo Malagola e Leopold Prowe.
La storia dell'università di Papadopoli fu continuata dal 1739 da Jacopo Facciolati.

## Opere
- Praenotiones mystagogicae ex jure canonico, Padova, 1697.
- Responsio adversus hæreticam epistolam Joan. Hokstoni angli. Constantinopoli scriptam, Venezia, 1703.
- Historia gymnasii patavini (Nicolai Comneni Papadopoli Historia gymnasii patavini post ea, quae hactenus de illo scripta sunt, ad haec nostra tempora plenius, & emendatius deducta. Cum actuario de claris professoribus tum alumnis eiusdem), Sebastiano Coleti, Venezia, 1726.
  - Vol. 1
  - Vol. 2